# Lomita
Lomita város az USA Kalifornia államában, Los Angeles megyében. Lakosainak száma 20 921 fő (2020. április 1.).

## Népesség
A település népességének változása:
| Lakosok száma | 14 983 | 20 256 | 20 921 |
|               | 1960   | 2010   | 2020   |